# Xenomystax bidentatus
Xenomystax bidentatus är en fiskart som först beskrevs av Earl D. Reid, 1940. Xenomystax bidentatus ingår i släktet Xenomystax och familjen havsålar. Inga underarter finns listade i Catalogue of Life.